# Vouarces
Vouarces és un municipi francès, situat al departament del Marne i a la regió del Gran Est. L'any 2007 tenia 59 habitants.

## Demografia

### Població
El 2007 la població de fet de Vouarces era de 59 persones. Hi havia 28 famílies, de les quals 4 eren unipersonals (4 homes vivint sols), 16 parelles sense fills i 8 parelles amb fills.
La població ha evolucionat segons el següent gràfic:
Habitants censats

### Habitatges
El 2007 hi havia 33 habitatges, 26 eren l'habitatge principal de la família, 4 eren segones residències i 3 estaven desocupats. Tots els 33 habitatges eren cases. Dels 26 habitatges principals, 22 estaven ocupats pels seus propietaris i 4 estaven llogats i ocupats pels llogaters; 3 tenien tres cambres, 12 en tenien quatre i 11 en tenien cinc o més. 23 habitatges disposaven pel capbaix d'una plaça de pàrquing. A 14 habitatges hi havia un automòbil i a 11 n'hi havia dos o més.

### Piràmide de població
La piràmide de població per edats i sexe el 2009 era:
| Homes | Edats   | Dones |
| ----- | ------- | ----- |
| 0     | 95 o +  | 0     |
| 0     | 90 a 94 | 0     |
| 0     | 85 a 89 | 0     |
| 4     | 80 a 84 | 0     |
| 0     | 75 a 79 | 4     |
| 4     | 70 a 74 | 0     |
| 0     | 65 a 69 | 0     |
| 4     | 60 a 64 | 4     |
| 0     | 55 a 59 | 0     |
| 0     | 50 a 54 | 0     |
| 4     | 45 a 49 | 4     |
| 0     | 40 a 44 | 4     |
| 8     | 35 a 39 | 0     |
| 0     | 30 a 34 | 4     |
| 0     | 25 a 29 | 0     |
| 0     | 20 a 24 | 0     |
| 4     | 15 a 19 | 0     |
| 4     | 10 a 14 | 0     |
| 12    | 5 a 9   | 0     |
| 0     | 0 a 4   | 0     |

## Economia
El 2007 la població en edat de treballar era de 33 persones, 24 eren actives i 9 eren inactives. De les 24 persones actives 22 estaven ocupades (12 homes i 10 dones) i 2 estaven aturades (2 dones i 2 dones). De les 9 persones inactives 4 estaven jubilades, 3 estaven estudiant i 2 estaven classificades com a «altres inactius».
Activitats econòmiques
L'únic establiment que hi havia el 2007 era d'una empresa extractiva.
L'any 2000 a Vouarces hi havia 9 explotacions agrícoles que ocupaven un total de 708 hectàrees.

## Poblacions més properes
El següent diagrama mostra les poblacions més properes.